# La Condottiera
La Condottiera est un roman de Virgil Gheorghiu publié en 1967.

## Résumé
Le 23 août 1964, jour de la fête nationale de la Roumanie,  le meunier Nicolas Acathiste est assassiné. On retrouve son cadavre avec un couteau dans le dos. 
Le colonel Zeng, de la milice, rejoint Zid, responsable du village, sur le crime. Théophore, moine et frère du mort, arrive sur les lieux, et Zeng l'arrête et l'emprisonne car il était le seul à ne pas être à la fête — alors que la participation à cet événement, qui commémore la  libération de la Roumanie par les Soviétiques le 23 août 1944, est obligatoire.
La femme de Nicolas, Sabina, est accusée de complicité et enfermée avec Théophore. Elle affirme que c'est Ovid, poète de la Condottiera (la Vierge), qui l'a tué par jalousie. En fait, c'est Zid qui  Nicolas tué quand son frère arrivait. 
Dans ce livre qui tient du roman policier, le véritable sujet est la condition de l'homme dans un système de république populaire, en l'occurrence, celui de la République populaire roumaine

## Traduction en français
- La Condottiera, Plon, 1967
- La Condottiera, Presses Pocket n° 1859, 1979, 187 p.